# Syndrome CACH
Le syndrome CACH (acronyme pour  l'anglais : Childhood Ataxia with Central Hypomyelination, soit « ataxie infantile avec hypomyélinisation centrale »)  est une leucodystrophie se manifestant par une ataxie, une hypertonie musculaire et des troubles de la vue par atrophie de nerf optique.
Les manifestations débutant soit dès la naissance ou dans les premières années et aboutissant au bout de quelques années au décès du patient.
Les manifestations débutant plus tard ont une évolution beaucoup plus lente et moins grave. Cependant on assiste à des aggravations rapides de la maladie lors de poussées fébriles ou de traumatisme cérébral.